# 기억을 만나다
《기억을 만나다》는 2018년에 개봉한 세계최초‘VR 4DX’ 대한민국 영화이다.

## 시놉시스
뮤지션을 꿈꾸지만 무대가 두려운 ‘우진’(김정현)과 어디로 튈지 모를 생기 가득한 배우 지망생 ‘연수’(서예지)의 아릿한 첫사랑을 담은 세계 최초 ‘VR 4DX’로맨스 영화.
360도 시야각의 입체 영상을 구현하는 VR 기술과 입체적 움직임, 바람, 향기 등 오감체험을 제공하는 4DX 상영시스템이 결합한 최초 시도의 작품으로
서예지, 김정현이 커플로 호흡을 맞춰 연기한다.
곽경택 감독이 총괄 프로듀서를 맡았으며, <반지의 제왕: 왕의 귀환>, <황금나침반> 등 할리우드에서 기술감독으로 활발히 활동한 구범석 감독이 메가폰을 잡아 세계최초로 VR로 개봉한 영화이다.

## 출연진
- 서예지 : 연수 역
- 김정현 : 우진 역
- 배누리 : 미현 역
- 동현배 : 재현 역

## 제작진
- 프로듀서: 곽경택
- 감독: 구범석
- 제작: 곽신애, 석재승, 구범석
- 각본: 석재승
- 조명: 장태현
- 촬영: 리얼아이즈, IOFX
- 음악: 장용진
- 편집: 하정민
- 음향: 김정민
- VFX:  박재욱, 황희철
- 미술: 이아영
- 의상: 김정주, 한종완
- 분장: 안윤정
- 헤어: 차보라

## 협력사
- 삼성전자(VR GEAR)

## 수상 및 후보내역
- 제19회 피렌체 한국영화제 (상영작)
- 제3회 안양국제청소년영화제 (SF/VR 특별전)

### 영상
- 제작기 - 유튜브
- 프리뷰 - 유튜브